# DAISIE
DAISIE (acronyme de Delivering alien invasive species in Europe) est une base de données européenne sur les invasions biologiques librement consultable sur Internet par le public.
L'information a été compilée par une équipe internationale d'experts, soutenue par un réseau de partenaires européens.
Cette opération a été financée  par la commission européenne au titre du sixième programme-cadre pour la recherche et le développement technologique (2002-2006).
Cette base de données résulte de l'agrégation d'informations provenant de plusieurs fichiers :
1. le registre des experts sur les espèces exotiques européenne, répertoire de chercheurs et d'organismes de recherche ;
2. la base de données européenne des espèces exotiques, répertoriant toutes les espèces envahissantes connues en Europe ;
3. le système d'information européen sur les espèces exotiques envahissantes, qui décrit de façon détaillée les espèces exotiques clés connues pour être envahissantes en Europe ; des cartes de répartition sont prévues sur la base d'un « système commun européen de grille chorologique de référence »[2].

## Objectifs
L'objectif principal de DAISIE est de réaliser un inventaire des espèces envahissantes exotiques présentes en Europe, qui doit servir de base de référence pour les actions de prévention et de lutte contre les invasions biologiques. 
Pour chaque espèce, les informations enregistrées concernent l'écologie, l'habitat, la distribution, les effets sur l'environnement et les activités humaines et les méthodes de lutte (détection, éradication, contrôle), ainsi que les noms des experts compétents et des références bibliographiques.
Actuellement (2015), la base DAISIE comprend 12 122 espèces exotiques présentes en Europe.
Les espèces peuvent être recherchées par région ou par noms. De nombreuses espèces sont relativement peu documentées, mais les espèces envahissantes connues et répandues disposent de dossiers plus complets avec des cartes détaillées.

## Cent parmi les pires (100 of the worst)
Sur la base de 250 listes régionales disponibles, on a identifié les « cent pires espèces exotiques envahissantes ». Cette sélection comprend des espèces animales, végétales et fongiques, dont chacune a un impact significatif sur la biodiversité, l'économie et la santé. Cette sélection au niveau européen est similaire à celle des « Cent espèces envahissantes parmi les plus nuisibles du monde », établie au niveau mondial par le groupe international de spécialistes des espèces envahissantes de l'Union internationale pour la conservation de la nature (UICN).
Parmi ces cent espèces, on trouve en Europe centrale, par exemple, l'ailante glanduleux, l'ambroisie à feuilles d'armoise, la bernache du Canada, l'huître creuse, la moule zébrée, le crabe chinois, le raton laveur, le cerisier noir, le robinier faux-acacia et un champignon, 'Ophiostoma ulmi, responsable de la Graphiose de l'orme.